# Anthony (Teksas)
Anthony – miasto w Stanach Zjednoczonych, w stanie Teksas, w hrabstwie El Paso.

## Demografia
Według przeprowadzonego przez United States Census Bureau spisu powszechnego w 2010 miasto liczyło 5 011 mieszkańców, co oznacza wzrost o 30,2% w porównaniu do roku 2000. Natomiast skład etniczny w mieście wyglądał następująco: Biali 72,0%, Afroamerykanie 9,2%, Azjaci 0,9%, pozostali 17,9%.